# Susana Ester Damborenea
Susana Ester Damborenea (28 de abril de 1950) es una paleontóloga e investigadora argentina, ganadora de un Premio Konex-Diploma al Mérito en Ciencias de la Tierra en 2013.

## Biografía
Susana Damborena es licenciada en geología y doctora en Ciencias Naturales (Geología) en la Universidad Nacional de La Plata (1983) y en la University of Wales (Gran Bretaña, 1991). Es docente de la Facultad de Ciencias Naturales y Museo de la Universidad Nacional de La Plata e investigadora principal del Consejo Nacional de Investigaciones Científicas y Técnicas (CONICET), especializada en paleontología y bioestratigrafía.
Durante 35 años ha desarrollado sus actividades de investigación sobre el mesozoico marino de Argentina, especialmente sobre bivalvos, en el Museo de Ciencias Naturales de La Plata.
Fue profesora invitada en la Cátedra UNESCO en la Universidad de Valencia. Fue presidente de la Asociación Paleontológica Argentina y directora de Ameghiniana y de la Revista de la Asociación Geológica Argentina. En 2006 fue elegida miembro de la Comisión de Publicaciones de la Unión Internacional de Ciencias Geológicas.

## Premios
En 2013 recibió el Premio Konex- Diploma al mérito en la disciplina Ciencias de la Tierra, por su trayectoria.
En 2022 fue distinguida junto a Silvia N. Césari como editora emérita de la revista Ameghiniana.

## Publicaciones
Damborenea, S.E.; Echevarría, J., Ros: S.Southern Hemisphere Paleobiogeography of Triassic-Jurassic Marine Bivalves. Dordrecht, 2012.